# Damme (Belgique)
Pour les articles homonymes, voir Damme (homonymie).
Damme est une ville néerlandophone de Belgique située en Région flamande dans la province de Flandre-Occidentale.

## Sections
Outre Damme-centre, la commune est composée des sections de Hoeke, Lapscheure, Moerkerke, Oostkerke, Sijsele et Vivenkapelle. Ce dernier village a été cédé par Sainte-Croix en 1977.
| #        | Nom                               | Superficie (km2) | Population (31 décembre 2014) |
| -------- | --------------------------------- | ---------------- | ----------------------------- |
| I        | Damme                             | 11,61            | 605                           |
| II       | Oostkerke                         | 17,52            | 641                           |
| III      | Hoeke                             | 4,32             | 135                           |
| IV       | Lapscheure                        | 13,35            | 350                           |
| V (VIII) | Moerkerke - Moerkerke - Den Hoorn | 22,86            | 3 326 2 241 1 085             |
| VI       | Sijsele                           | 16,89            | 5 204                         |
| VII      | Vivenkapelle                      | 3,07             | 628                           |

La commune de Damme jouxte les villages et communes suivants :
| - a. Middelburg (commune de Maldegem) - b. Maldegem (commune de Maldegem) - c. Oedelem (commune de Beernem) - d. Sainte-Croix (commune de Bruges) - e. Koolkerke (commune de Bruges) |

| - f. Dudzele (commune de Bruges) - g. Ramskapelle (commune de Knokke-Heist) - h. Westkapelle ((commune de Knokke-Heist) - i. L'Écluse (Pays-Bas) |

Les sections de Damme et communes voisines. Les zones en jaune représentent les agglomérations (celle dans l'angle inférieur gauche est l'agglomération brugeoise).

## Héraldique
|  | La ville possède des armoiries qui lui ont été octroyées le 2 février 1838 et à nouveau le 13 mars 1981. Damme, ou Hondsdamme, a reçu ses droits de cité en 1180 de Philippe d'Alsace, Comte de Flandre en 1180. Le plus vieux sceau de la ville montrait un bateau, probablement un cogue hanséatique. Le contre-sceau montre déjà un chien sur un pont avec de l'eau à la base. Le deuxième sceau, des environs de 1300, montre un bateau avec un drapeau ou une bannière comportant un chien sur une barre. Sur un sceau, le chef montre trois fleurs de lys, probablement les comtes de Flandre de cette époque. Blasonnement : De gueules à la fasce d'argent chargée d'un chien courant de sable accolé de même. Source du blasonnement : Heraldy of the World. |

## Démographie

### Évolution démographique: Avant la fusion des communes
- Sources : INS, Rem. : 1831 jusqu'en 1970 = recensements, 1976 = nombre d'habitants au 31 décembre[2].

### Évolution démographique: Commune fusionnée
En tenant compte des anciennes communes entraînées dans la fusion de communes de 1977, on peut dresser l'évolution suivante:
- Source: DGS , de 1831 à 1981=recensements population; à partir de 1990 = nombre d'habitants chaque 1 janvier[3]

## Histoire
Damme était, endigué sur l'ancien estuaire du Zwin, un des modestes avant-port de Bruges à qui elle doit son développement urbain et avec qui son histoire se confond. Mais, à cause de l'ensablement du Zwin, l'essor de Damme est affecté par le déclin de Bruges.
La ville connaît en effet une prospérité importante au Moyen Âge, par son statut d'avant-port de Bruges, grande cité marchande. Du XIIe au XIVe siècle, Damme, reliée par un chenal à la mer du Nord, s'impose comme l'avant-port de Bruges. Des centaines de navires y accostent et toutes les nations européennes y avaient leurs entrepôts. De là, les marchandises étaient transférées jusqu'à Bruges sur des barques à fond plat. L'essentiel du trafic concerne d'abord le fer, les métaux et les draps. Selon le chroniqueur Guillaume le Breton, au temps du roi Philippe Auguste, la Gascogne et le pays de la Rochelle y expédient aussi des graines rouges, et des vins. En 1263, les autorités portuaires enregistrent le passage d'argent brut, de cuivre rouge, de peaux de Hongrie, de tissus de Phénicie, de produits exportés des Cyclades ou de la Chine.
Au cours des campagnes militaires menées par Philippe de Bourgogne en 1385, la ville fut assiégée. Parmi les assiégeants, nous trouvons Guy VI de La Trémoille. 
La bataille de Damme s'y tient les 30 et 31 mai 1213, entre Capétiens et Plantagenêt.
C'est à Damme, le 3 juillet 1468, que le duc de Bourgogne Charles le Téméraire épouse sa troisième femme Marguerite d'York, fille du duc Richard d'York et sœur de deux rois successifs Édouard IV d'Angleterre et Richard III d'Angleterre.

## Lieux et monuments
- Hôtel de ville de Damme.
- La maison de la grande étoile (Huyse de Grote Sterre) abrite actuellement l'office de tourisme et le musée Uilenspiegel.
- Église Notre-Dame de l'Assomption.

## Personnalités liées à la ville
- Damme est la patrie d'un des plus anciens écrivains flamands, Jacob van Maerlant (probablement entre 1221 et 1235 - fin du XIIIe siècle). Il s'est établi à Damme vers 1266.

## Galerie

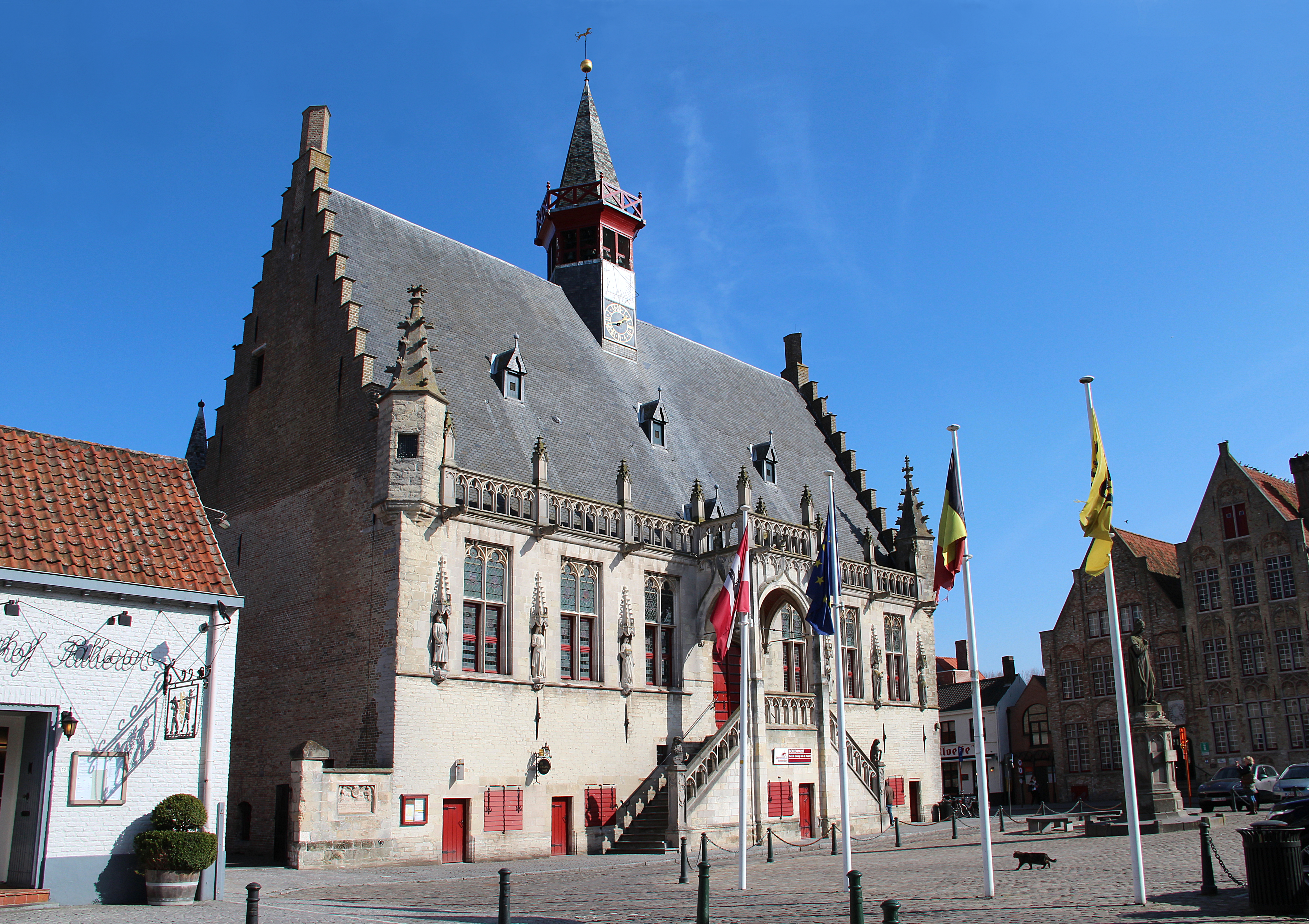
Place du marché et hôtel de ville
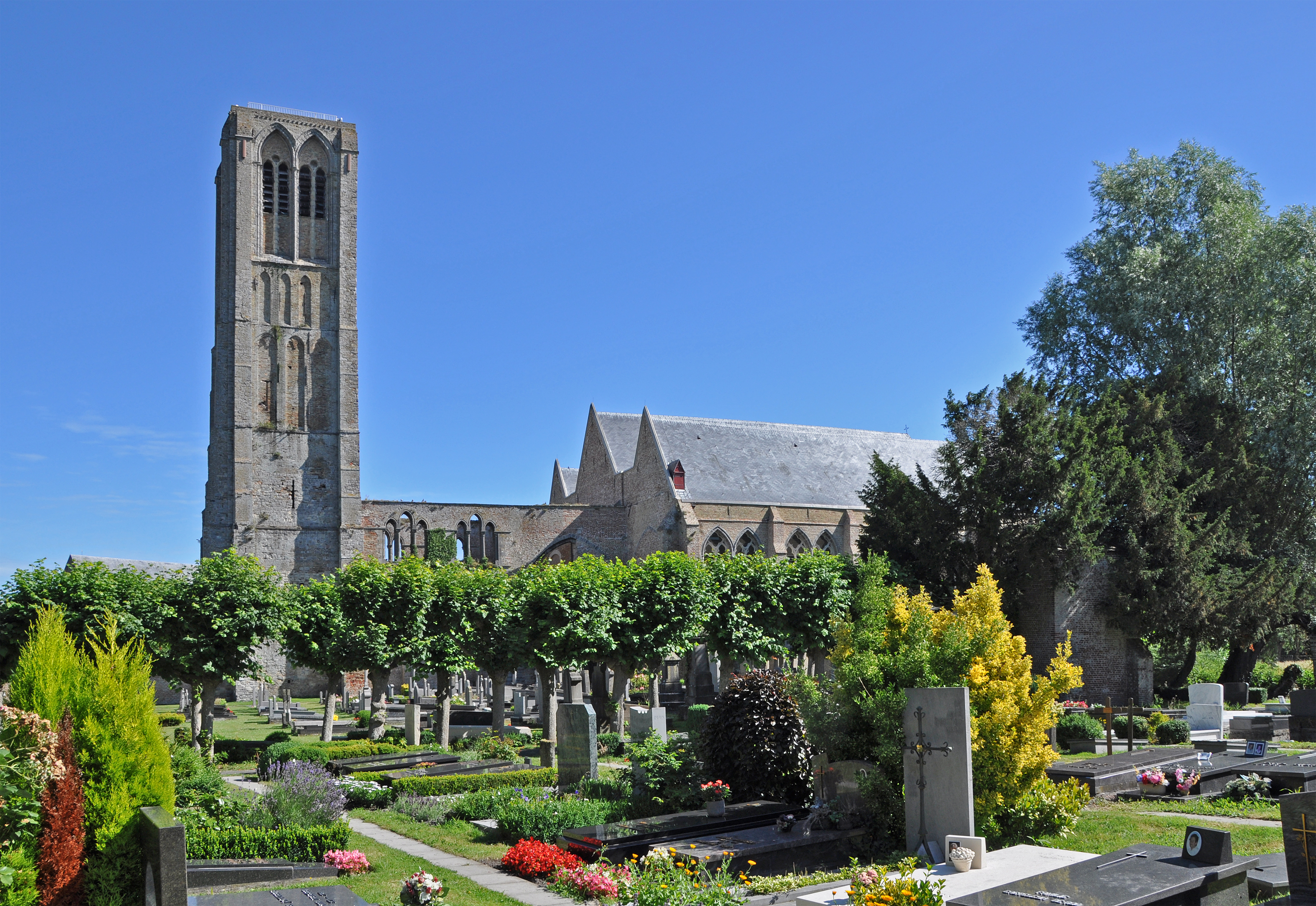
Église Notre-Dame
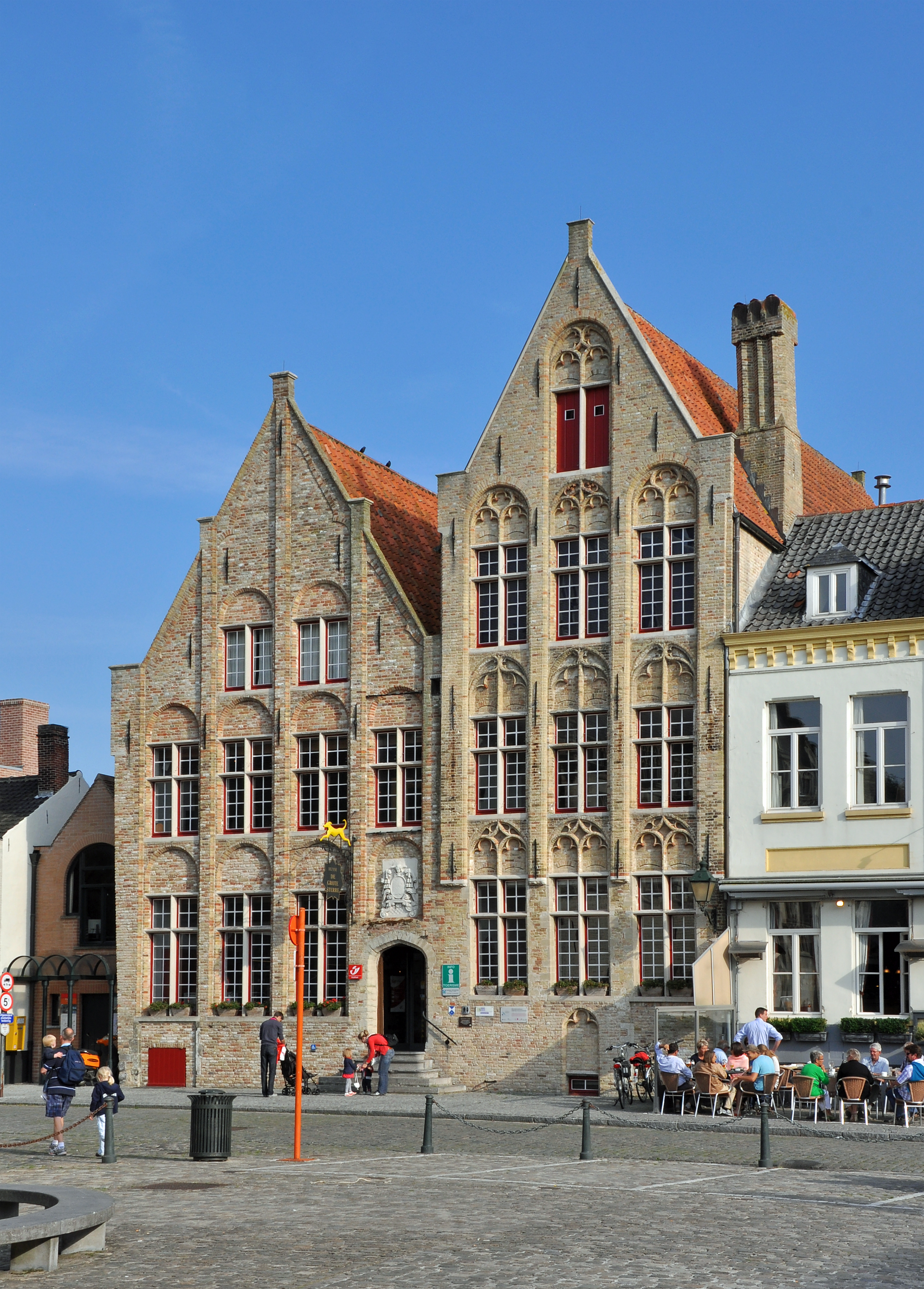
Maison De Grote Sterre
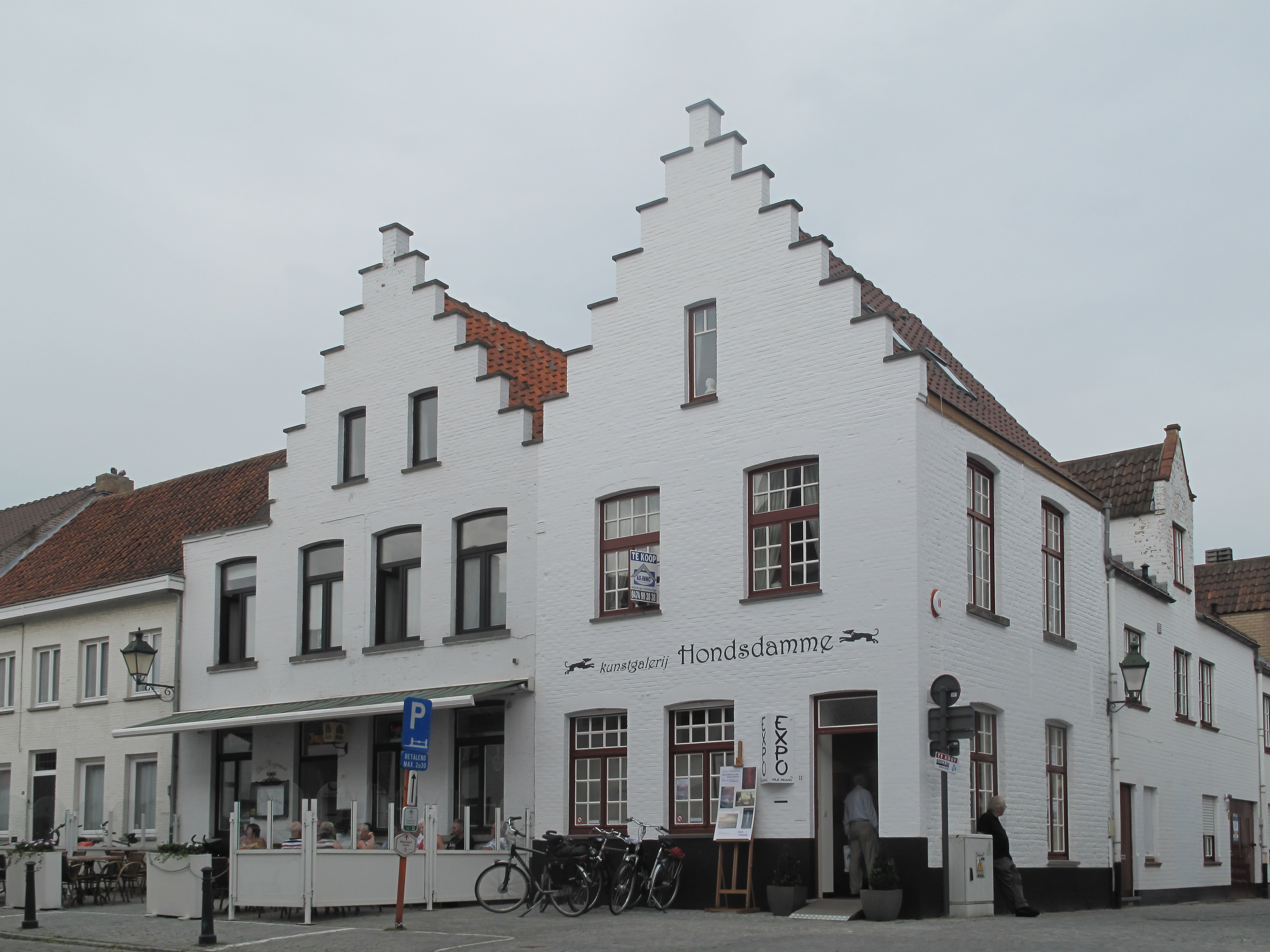
Monument historique kunstgallerij Hondsdamme
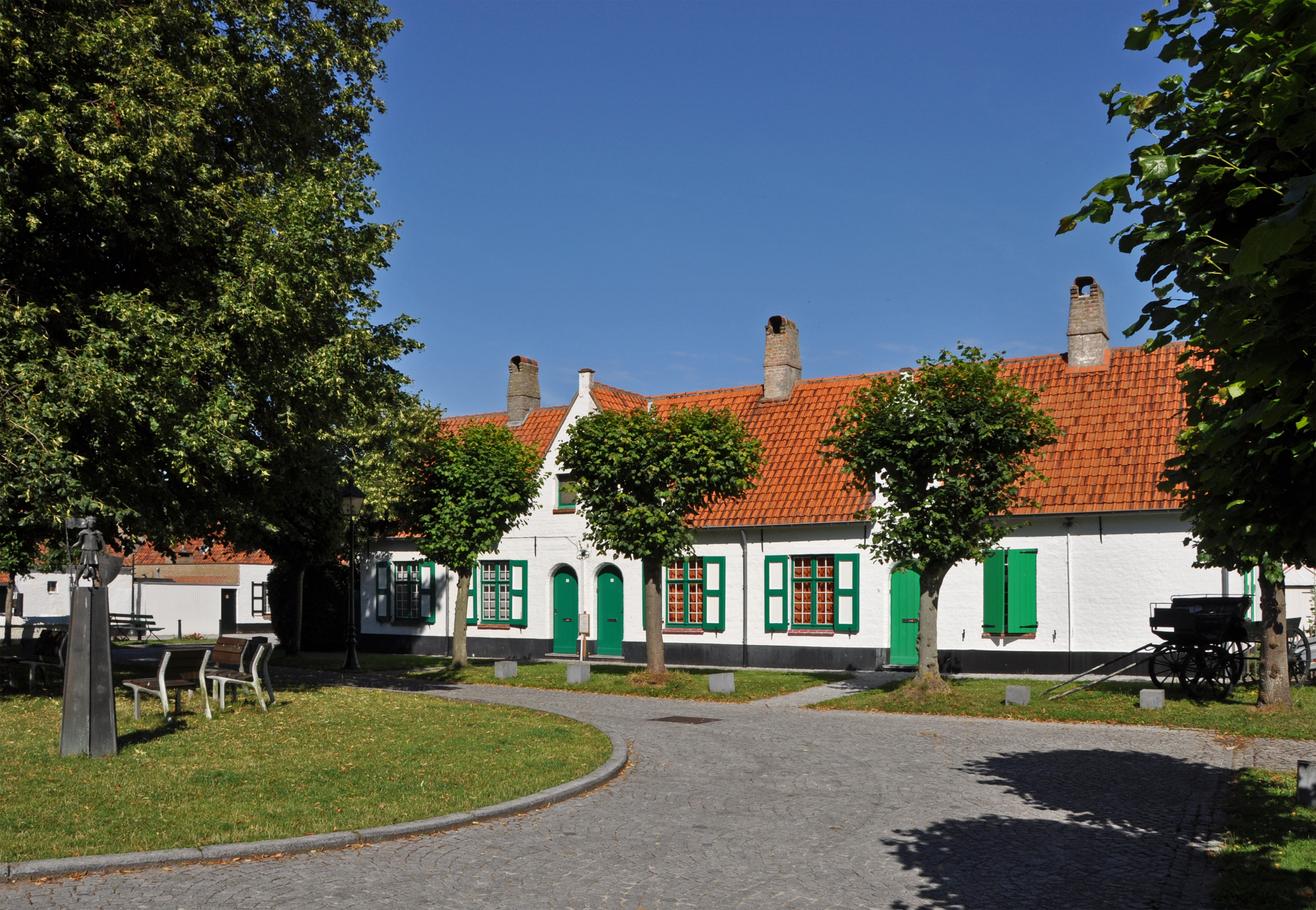
Haringmarkt (ancien marché aux harengs)
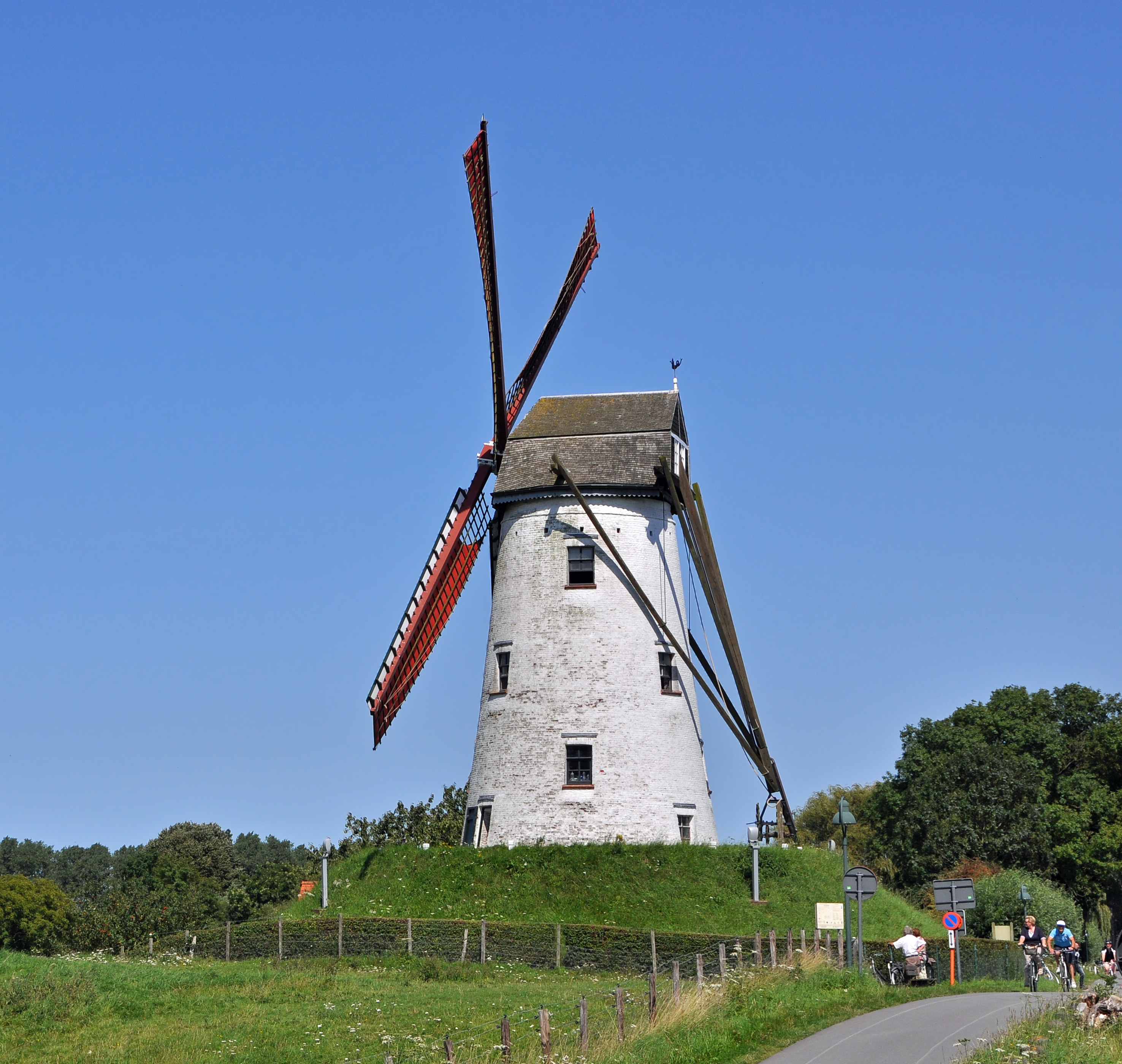
Moulin à vent Schellemolen
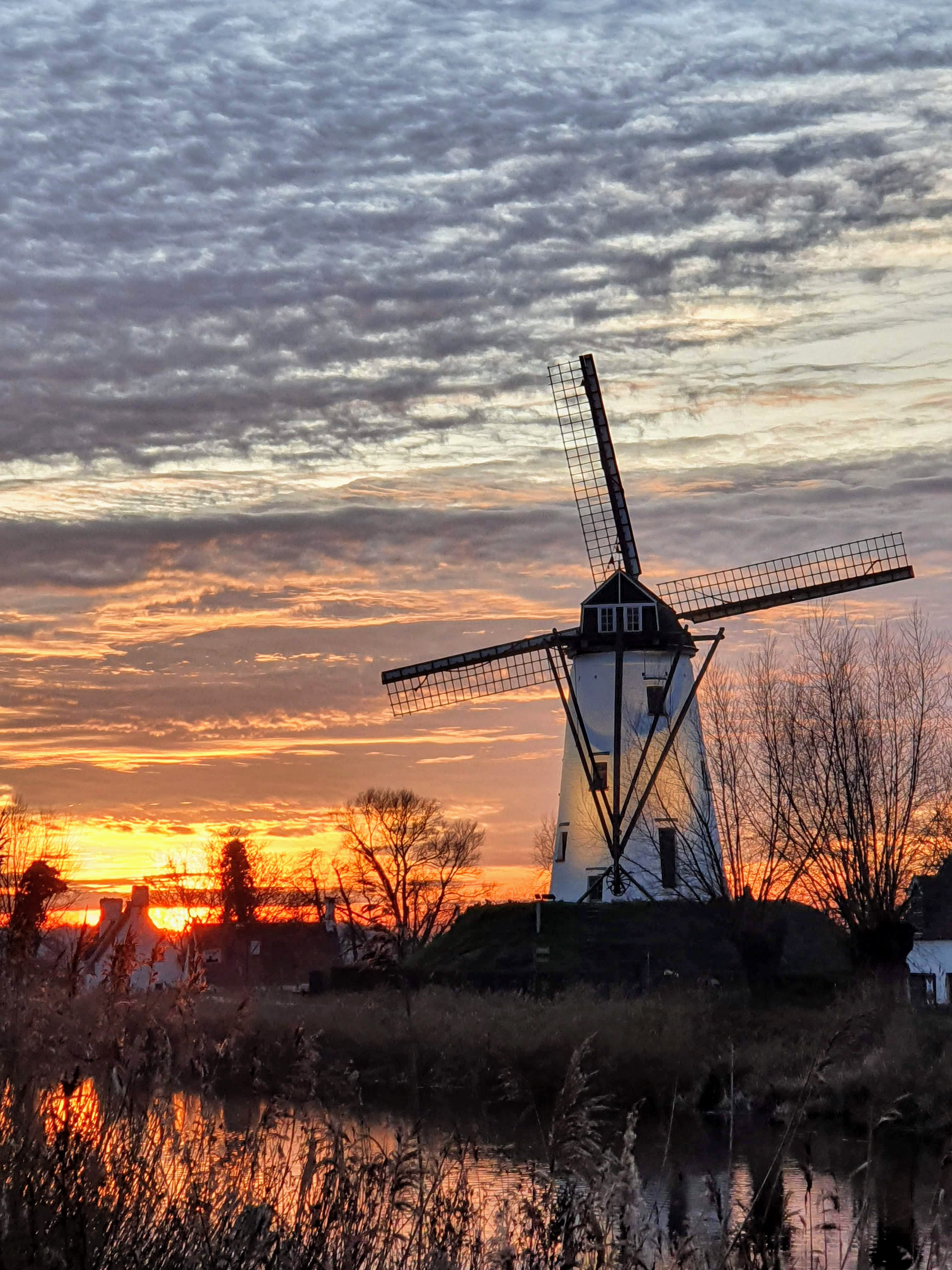
Le moulin à vent Schellemolen au coucher du soleil
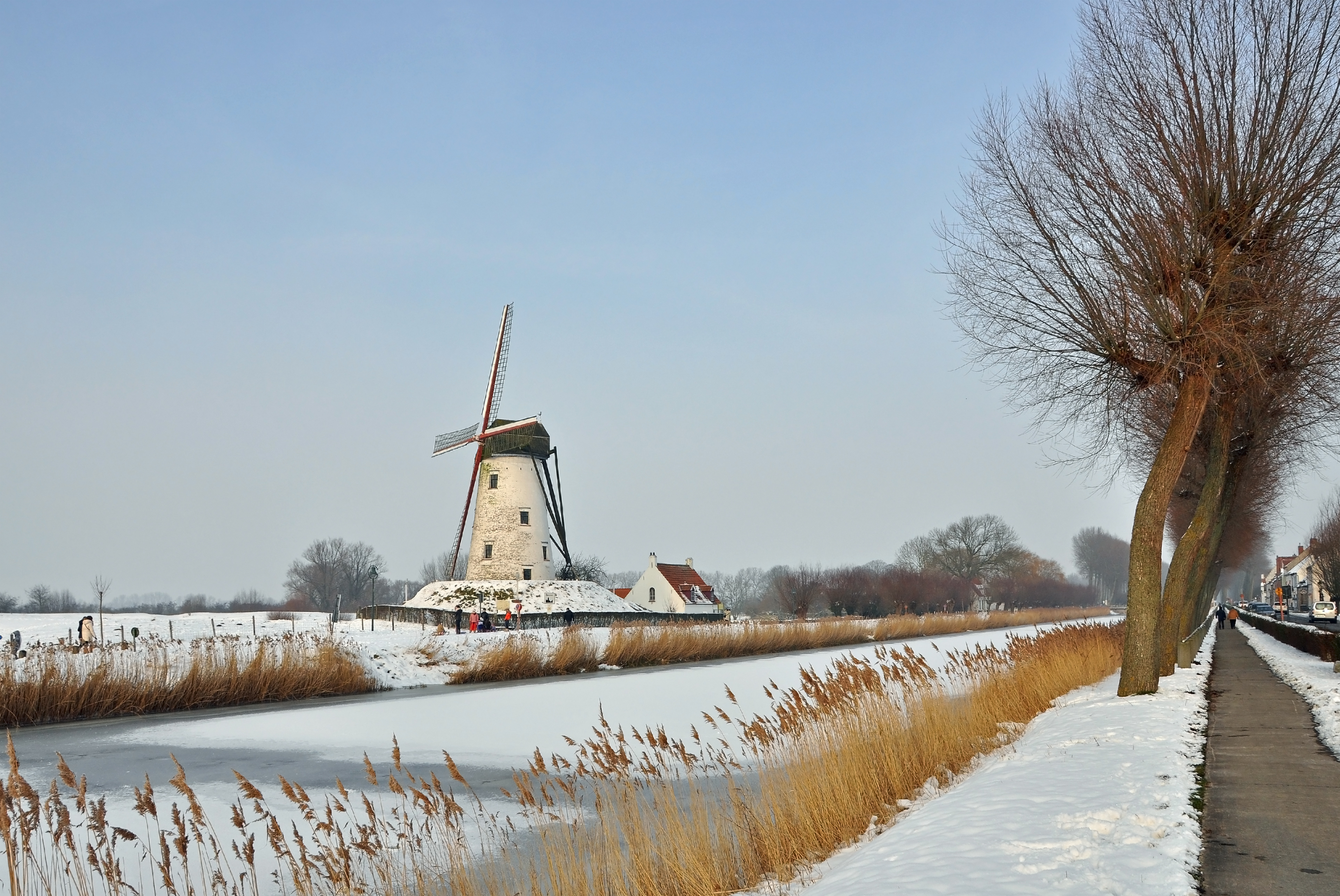
Canal de Damme avec le moulin
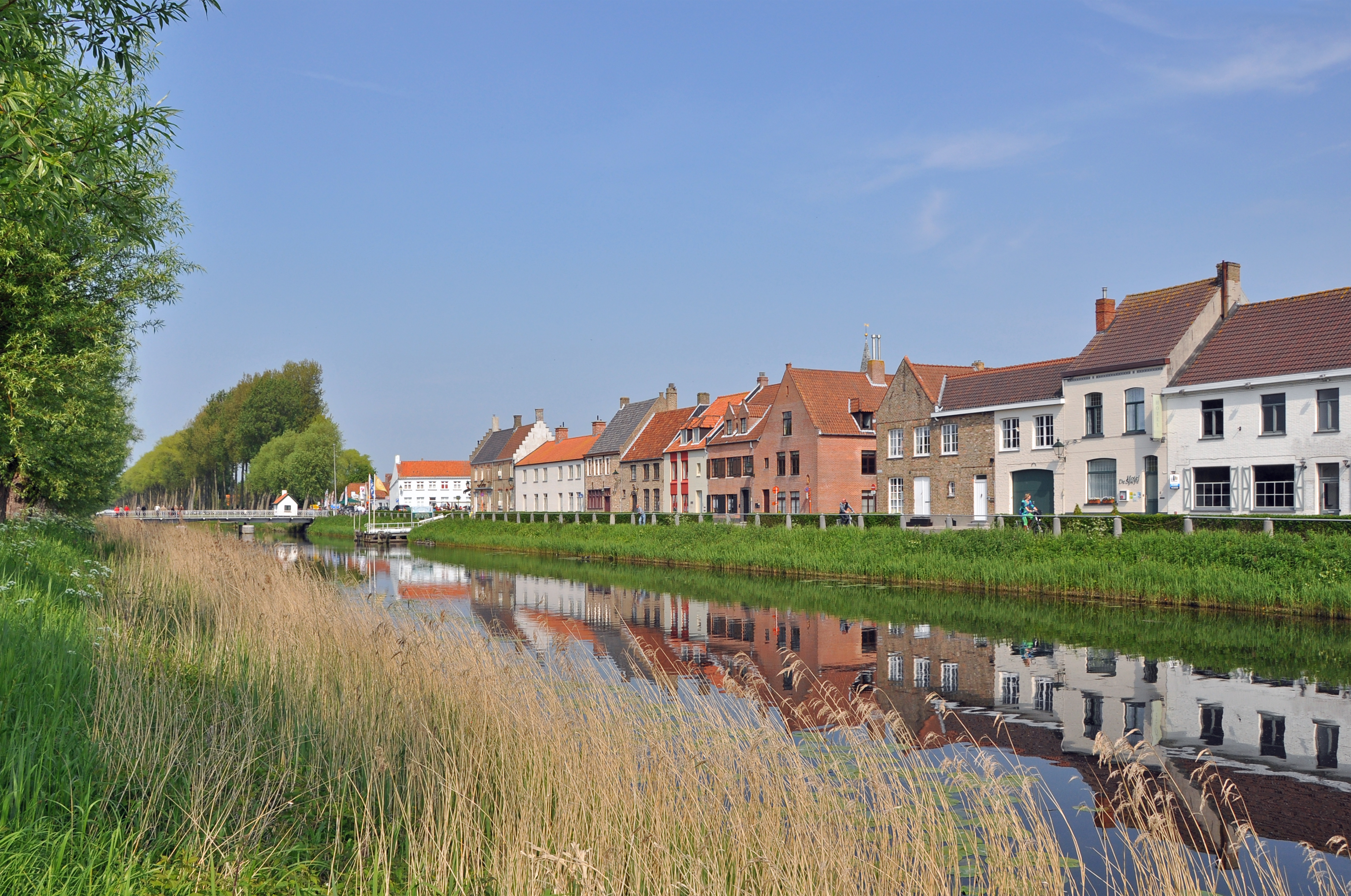
Maisons le long du canal
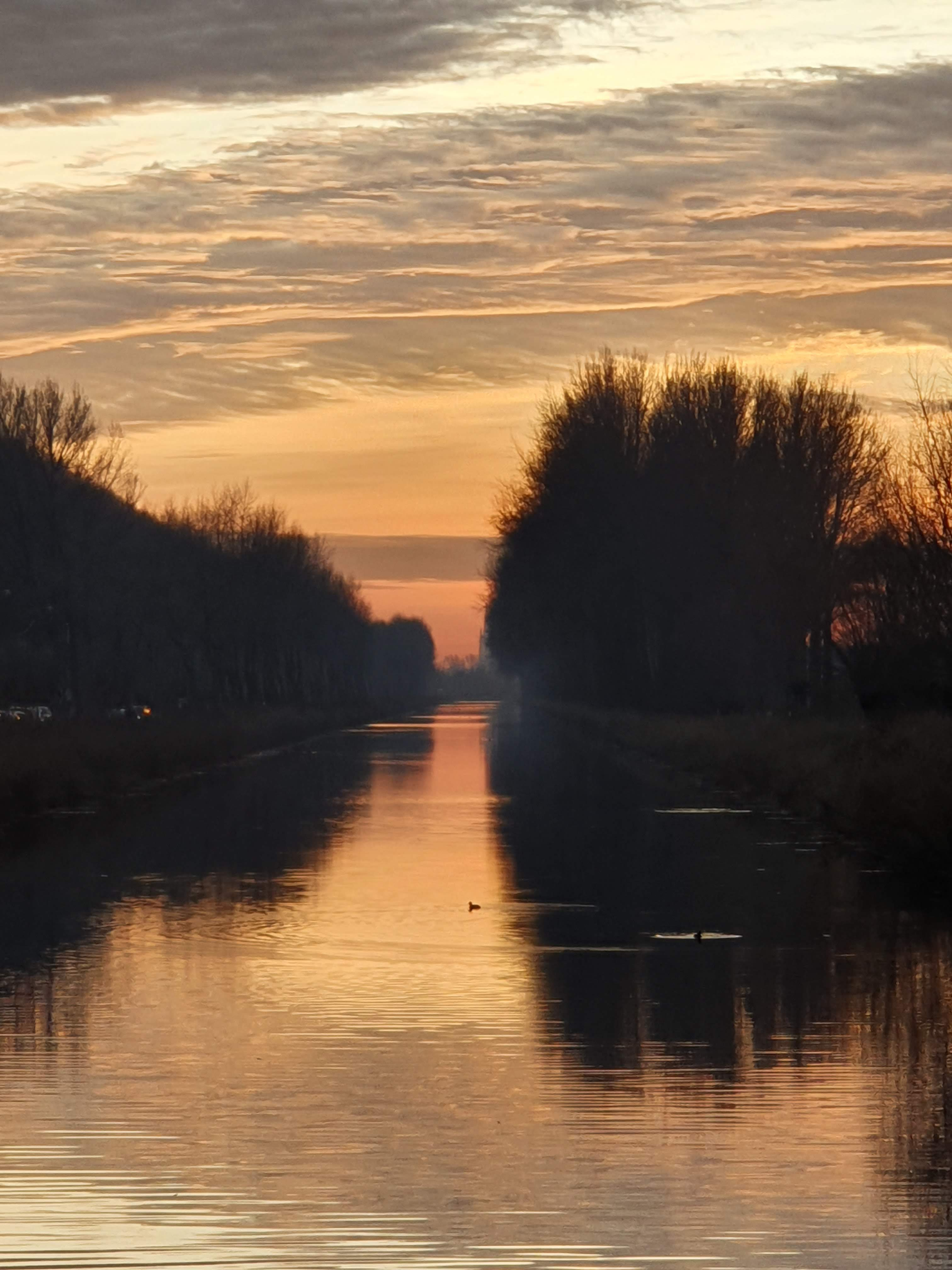
Le canal au coucher du soleil.
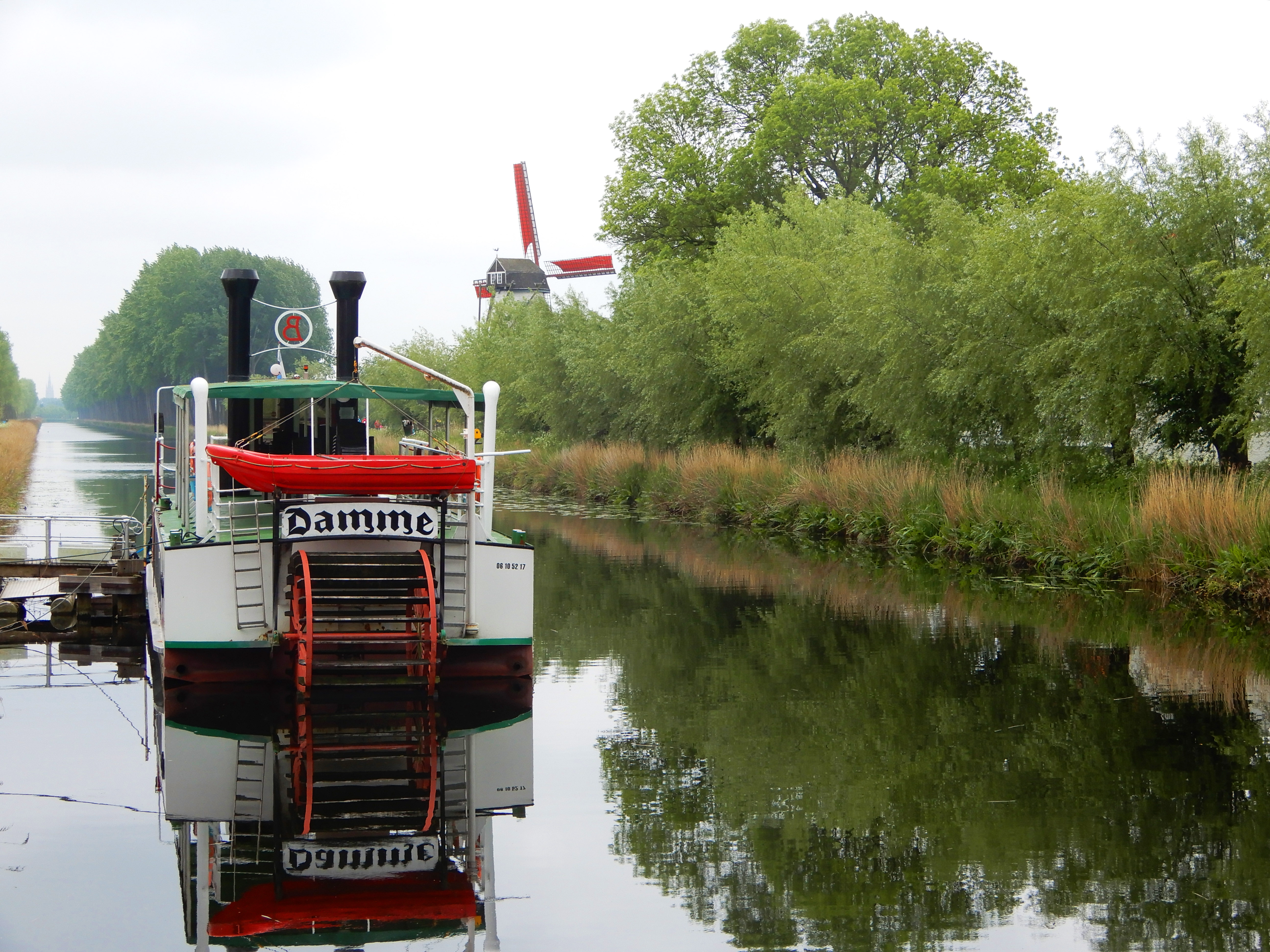
Damme- Moulin et le canal, mai 2018